# Omar Radi
Pour les articles homonymes, voir Radi.
Omar Radi (en arabe : عمر الراضي), né en 1986 à Kénitra, est un journaliste d'investigation marocain. Il travaille en particulier sur les questions de corruption, de mouvements sociaux et de droits humains. Il est également cofondateur du journal en ligne le Desk.
Victime de la presse de diffamation, il est condamné le 19 juillet 2021 à six années de prison pour atteinte à la sûreté extérieure de l'État, atteinte à la sûreté intérieure de l’État, viol et attentat à la pudeur, des accusations largement critiquées au Maroc et dans le monde. A l'occasion de la fête du Trône, Il est gracié par le roi Mohammed VI le 29 juillet 2024.

## Harcèlement et condamnations
Pour avoir, en avril 2019, critiqué publiquement une décision de justice relative au Hirak, il est incarcéré le 26 décembre 2019 à Casablanca à la prison de Aïn Sebaâ. L'indignation causée sur les réseaux sociaux et une manifestation à Rabat forcent le pouvoir à le faire relâcher quelques jours plus tard. Le 17 mars 2020, il est condamné à quatre mois de prison avec sursis et une amende de 500 dirhams, et précise qu'il fera appel de la décision.
Alors qu'une source proche des services de renseignements affirme que le Maroc ne travaille que sur de l'humain, Amnesty International et Forbidden Stories révèlent que, dès 2019, le téléphone du journaliste est espionné par un logiciel, Pegasus, de l'entreprise israélienne NSO Group Technologies, celui-là même qui infecte en 2018 le téléphone du journaliste assassiné Jamal Khashoggi. Le 24 juin 2020, la Brigade nationale de la police judiciaire (BNPJ) convoque le journaliste pour une supposée affaire d'intelligence avec des agences de renseignement étrangères. À l'issue d'un an de préventive, une cour de Casablanca le condamne le 19 juillet 2021 à six années de prison pour « atteinte à la sûreté extérieure et intérieure de l’État, viol et attentat à la pudeur ».
En août 2020, plusieurs centaines de personnalités marocaines signent un manifeste contre la répression policière et la diffamation des opposants en mentionnant « plusieurs cas d’emprisonnement politique et de harcèlement, parmi lesquels l’arrestation des journalistes Omar Radi et Hajar Raissouni, ainsi que les répressions subies par des mouvements sociaux »,.
En mars 2022, Omar Radi est condamné en appel à six ans de prison ferme dans une double affaire d’espionnage et de viol. La peine est assortie d’un dédommagement de 200 000 dirhams en faveur de la partie civile.
Le 18 juillet 2023, la cour de cassation rejette son pourvoi et Omar Radi est maintenu en prison.
Le 29 juillet 2024, tout comme quatre autres journalistes, il bénéficie de la grâce royale et il est libéré de la prison de Tiflet. La grâce concerne 2476 individus dont seize « détenus condamnés dans des affaires d’extrémisme et de terrorisme » ayant « révisé leurs orientations idéologiques »,.

## Soutiens
En février 2021, la rappeuse afghane Sonita Alizadeh, l'activiste hongkongaise Agnes Chow et Omar Radi sont retenus pour être soumis au vote du « Prix Liberté », qui invite les jeunes de 15 à 25 ans à désigner une personne ou une organisation engagée dans un combat en faveur de la liberté.
Lors du procès de mars 2022, de nombreuses voix s'insurgent contre la condamnation de l'opposant. Omar Radi est « soutenu par une campagne de solidarité au Maroc et à l’étranger ». De grandes ONG telles que Human Rights Watch remettent en cause ce verdict politique.
En janvier 2023, à la suite d'un scandale de corruption marocaine inédit, le Parlement européen adopte une résolution condamnant le Maroc pour sa répression des journalistes et en particulier pour le cas d'Omar Radi,. Le cas d'Omar Radi devient « emblématique d’une presse indépendante muselée ces dernières années dans le royaume chérifien ».